# Джулія Маргарет Кемерон
Джулія Маргарет Кемерон (англ. Julia Margaret Cameron; до шлюбу Петтл (Pattle), 11 червня 1815, Калькутта — 26 січня 1879, Калутара) — англійська фотографка вікторіанської епохи.

## Життєпис
Джулія Маргарет Петтл народилася в 1815 в Калькутті в родині французької аристократки Аделіни де Л'Етан (Adeline Marie, до шлюбу l'Etang) та чиновника Британської Ост-Індійської компанії Джеймса Петтла. Внучата племінниця Джулії Маргарет Кемерон — Вірджинія Вулф.
Одружилася з британським юристом, а в 1860 році переїхала з ним на острів Вайт, де на тлі провінційного способу життя почала відчувати симптоми депресії. Подарований дочкою фотоапарат став для Кемерон справжнім порятунком. 

Джулія Маргарет Камерон померла 26 січня 1879 року.

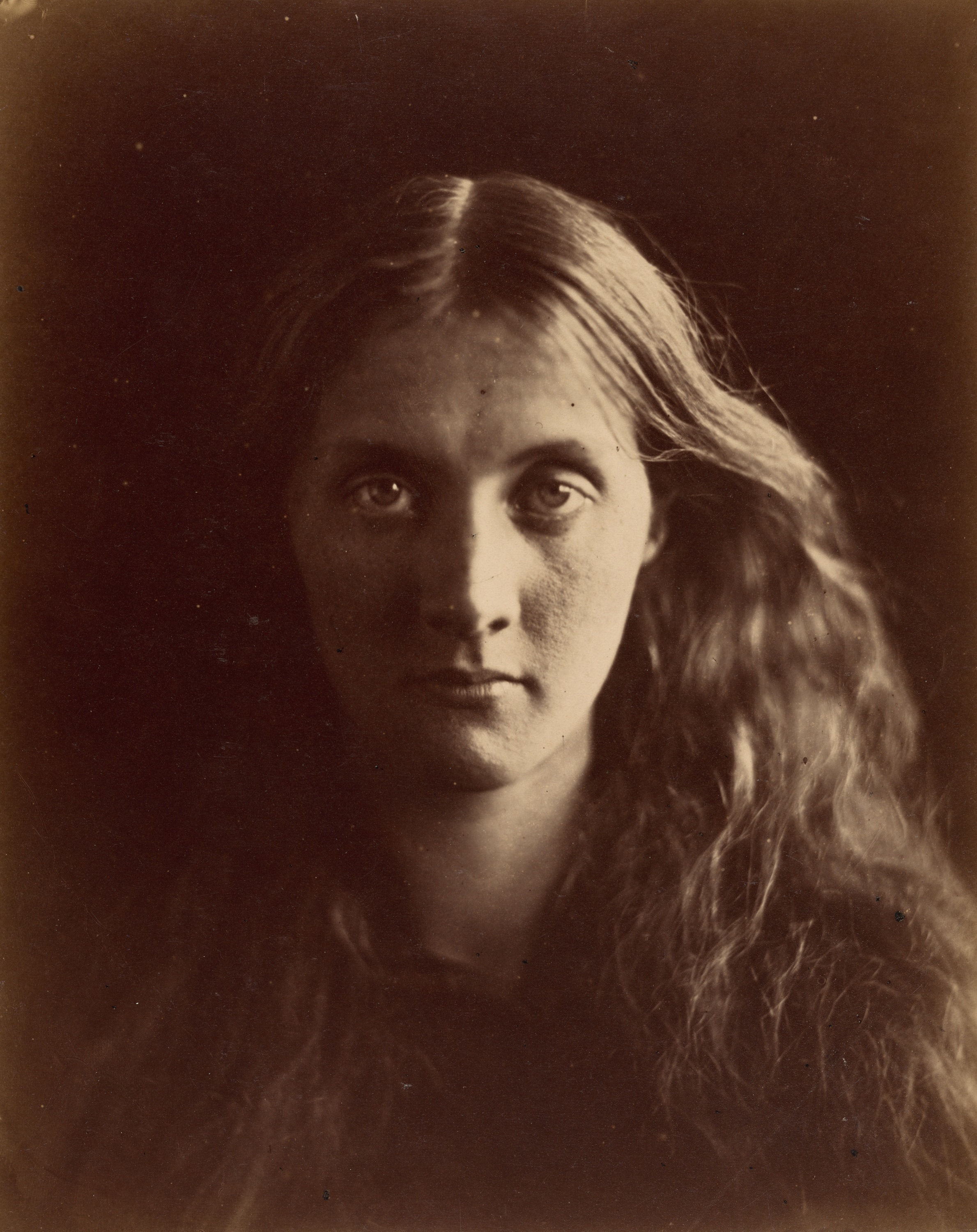
Портрет Джулії Джексон, племінниці Камерон і матері Вірджинії Вулф

## Творчість
У 1863 році 48-річна Кемерон отримала в подарунок від доньки фотоапарат. З цього почалася її стрімка кар'єра фотографки. Її моделями були відомі люди вікторіанської епохи, яким доводилося позувати непорушно до 10 хвилин.  
Популярність Камерон здобула портретами таких осіб, як Чарлз Дарвін, Роберт Браунінг, Генрі Лонгфелло, Джон Гершель, Джордж Фредерік Воттс, Ентоні Троллоп, Томас Карлайл. У своїх знімках вона прагнула виразити духовність, силу і характери моделей. 
У 1874 році Кемерон отримала пропозицію створити фотоілюстрації до популярного циклу поем про короля Артура «Королівські ідилії» Альфреда Теннісона. Вона охоче взялася за роботу, зобразивши персонажів літературних творів схожими на масляні картини. У своїх кращих роботах Кемерон буквально оживляла героїв та героїнь п'єс і поетичних творів, хоча технічно фотографії не були досконалими — багато відбитків тьмяніли, інші покривалися колодієм нерівномірно. 
Студія Кемерон була її галереєю святих: з людей, яких вона обожнювала, мисткиня створювала ікони для поклоніння. Фотографії ж звичайних людей були скоріше реєстраційними картками з не зовсім чіткими портретами. 
Кар'єра фотографки Кемерон тривала всього одинадцять років (з 1864 по 1875). За сьогоднішніми оцінками, своїми роботами вона зробила вагомий внесок у розвиток фотографічного мистецтва.